# Nigra Zscheiplitz
Nigra Zscheiplitz (* 1918) war eine typvolle Araberstute, die hervorragende Nachkommen brachte. Sie wurde ursprünglich als Arabisches Vollblut geführt. Nachträglich wurde jedoch erkannt, dass sie geringe Fremdblutanteile führte. Deshalb wurde sie und ihre Nachkommen in die Rassegruppe Araber umgruppiert.

## Abstammung
Nigra Zscheiplitz wurde auf dem Vorkriegsgestüt Röblingen gezogen.
Ihre Mutter war die 1903 geborene Schimmelstute Nigra II aus der Stutenfamilie der 1814 geborenen Czebessie II, einer der Gründerstuten der Weiler Araberzucht. Der Vater von Nigra II war Obajan I.
Der Vater von Nigra Zscheiplitz war Mazoud und stammte von Obajan I. Nigra Zscheiplitz war demzufolge ingezogen auf Obajan I.

## Zuchtstute
Beispiele für bekannte Nigra Zscheiplitz-Nachkommen:
- Ahmet Ibn Ali (1922) von Ali (or. Ar.)
- Harun Al Raschid (1925), aus einer Anpaarung mit Hassan, bekannter Deckhengst, der unter anderem über seine Tochter Kassette[3] großen Einfluss auf die Trakehnerzucht ausübte[4]
- Nigra III (1931)[5]